# José Manuel Pesudo
José Manuel Pesudo Soler (Almazora, Castellón, 11 de junio de 1936 - Valencia 5 de diciembre de 2003) fue un futbolista (guardameta) español de las décadas de 1950 y 1960, considerado uno de los mejores porteros de España de su época. Destacó en el Valencia CF donde jugó un total de siete temporadas en dos etapas diferentes de tres y cuatro años, en las que consiguió una Liga y una Copa del Generalísimo, y en el FC Barcelona, donde jugó cinco temporadas, entre 1961 y 1966, y consiguió dos Copas del Generalísimo y una Copa de Ferias. En la temporada 1965-1966, defendiendo la portería del FC Barcelona, obtuvo el Trofeo Zamora al portero menos goleado de la Liga, al encajar sólo 15 goles en 30 jornadas. Se retiró en 1973, a la edad de 37 años, tras defender dos temporadas la portería del Real Betis Balompié.
En su pueblo natal, Almazora, el nuevo campo de fútbol lleva su nombre a modo de conmemoración.

## Clubs
- Valencia Mestalla : 1955-1957
- Alicante : 1957-1958
- Valencia CF: 1958-1961.
- FC Barcelona: 1961-1966.
- Valencia CF: 1966-1971.
- Real Betis Balompié: 1971-1973.
- Gimnástic de Tarragona : 1973-1974

## Títulos
- 1 Copa de Ferias: con el FC Barcelona.
- 1 Liga española de fútbol: 1970-1971, con el Valencia CF.
- 2 Copas del Generalísimo:
  - 1 con el FC Barcelona: 1963
  - 1 con el Valencia CF: 1967.
- 1 Trofeo Zamora (1965-1966), con el FC Barcelona.